# Landżanist
Landżanist – wieś w Armenii, w prowincji Ararat. W 2011 roku liczyła 190 mieszkańców.